# Hyperborea (album)
Albums de Tangerine Dream
Logos Live
(1983) Poland
(1984)
Hyperborea est un album du groupe Tangerine Dream publié en 1983.

## Titres
Toutes les chansons sont écrites et composées par Edgar Froese, Christopher Franke et Johannes Schmoelling.
| 1.    | No Man's Land    | 9:03  |
| 2.    | Hyperborea       | 8:31  |
| 3.    | Cinnamon Road    | 3:54  |
| 4.    | Sphinx Lightning | 20:01 |
| 40:15 |                  |       |

## Artistes
- Edgar Froese
- Christopher Franke
- Johannes Schmoelling